# GNU Lesser General Public License

Logotipo de GNU LGPL

Logotipo GNU

A GNU Lesser General Public License, escrita em 1991 (e atualizada em 1999), é uma licença de software livre aprovada pela FSF e escrita como um meio-termo entre a GPL e licenças mais permissivas, tais como a licença BSD e a licença MIT. 
A principal diferença entre a GPL e a LGPL é que esta permite também a associação com programas que não estejam sob as licenças GPL ou LGPL, incluindo Software proprietário.
Outra diferença significativa é que os trabalhos derivados, que não estão sob a LGPL, devem estar disponíveis em bibliotecas.
A LGPL acrescenta restrições ao código fonte desenvolvido, mas não exige que seja aplicada a outros softwares que empreguem seu código, desde que este esteja disponível na forma de uma biblioteca. Logo, inclusão do código desenvolvido sob a LGPL como parte integrante de um software só é permitida se o código fonte for liberado.
A LGPL visa à regulamentação do uso de bibliotecas de código, mas pode ser empregada na regulamentação de aplicações, como OpenOffice.org e Mozilla.
Outra característica importante é a possibilidade de conversão de apenas uma parte de um código sob a LGPL em outro, sob a GPL (ver seção 3 da licença).

## Confusões comuns
O artigo denominado "GNU Library General Public License" contribuiu para que algumas pessoas tivessem a impressão de que a FSF queria que toda as bibliotecas usassem LGPL e todos os programas usassem a GPL. Em 1999, Richard Stallman escreveu um ensaio explicando que não era o caso, e que ninguém deveria necessariamente usar a LGPL para bibliotecas.
Qual a melhor licença para determinada biblioteca é uma questão de estratégia, e isso depende da situação. No momento, a maioria das bibliotecas GNU são cobertas pela Library GPL, e isso significa empregar apenas uma das duas estratégias, em detrimento da outra. Pretendemos apenas que mais e mais bibliotecas estejam sob a licença GPL.
Isso não significa, contudo, que a FSF desaprove a LGPL, mas meramente não aconselha seu uso para todas as bibliotecas.
Usar a GPL comum não é vantajoso para toda biblioteca. Há razões que podem fazer com que seja melhor usar a Lesser GPL em certos casos.
R. Stallman e a FSF por vezes defendem licenças até menos restritivas que a LGPL como questão de estratégia (para maximizar a liberdade de usuários). Um exemplo proeminente foi o endosso de Stallman para o uso de uma licença BSD pelo projeto Vorbis para suas bibliotecas .
A licença usa terminologia que geralmente é para softwares escritos na Linguagem de programação C ou sua família. A Franz Inc. publicou seu próprio preâmbulo à licença para esclarecer a terminologia no contexto do Lisp. A LGPL, acrescentada a esse preâmbulo, é conhecida informalmente como LLGPL.